# N10 (Frankrijk)
De N10 of Route nationale 10 is een nationale weg in Frankrijk. De weg bestaat uit vier delen. Het eerste deel loopt van Montigny-le-Bretonneux via Rambouillet naar Ablis over een lengte van 41 kilometer. Het tweede deel loopt van Thivars, bij Chartres, naar Château-Renault, bij Tours. Dit deel is 102 kilometer lang. Het derde deel loopt van Poitiers via Angoulême naar Saint-André-de-Cubzac, ten noorden van Bordeaux en is 204 kilometer lang. Het laatste deel, tussen Belin-Béliet en Saint-Geours-de-Maremne, verbindt beide delen van de A63, de autosnelweg tussen Bordeaux en Bayonne met elkaar. Dit deel is 99 kilometer lang.
Tussen Angoulême en Saint-André-de-Cubzac is de weg onderdeel van de E606. Dit deel is ook deel van de oost-west vrachtcorridor die in Frankrijk bekend staat als de Route Centre-Europe Atlantique. Het deel tussen Belin-Béliet en Saint-Geours-de-Maremne van de E5 en E70.

## Geschiedenis
In 1811 liet Napoleon Bonaparte de Route impériale 11 aanleggen van Parijs naar Bayonne en Spanje. In 1824 werd de huidige N10 gecreëerd uit de oude route van de Route impériale 11. Deze had dezelfde route als de route impériale en was 794 kilometer lang. 
In 1949 werd de weg op een aantal plaatsten verlegd. Tussen Rambouillet en Chartres ging de weg via Ablis lopen in plaats van Épernon. De oude route kreeg het nummer N306. In Aquitanië werd van nummer gewisseld met de N132, waardoor de N10 niet meer via Mont-de-Marsan liep. Door deze wijzigingen werd de N10 ingekort tot 750 kilometer.

### Declassificaties
Door de aanleg van de parallelle autosnelwegen A11, A10 en A63 nam het belang van de N10 op veel delen sterk af. Daarom zijn grote delen van de weg in 2006 overgedragen aan de departementen. Deze delen hebben daardoor nummers van de departementale wegen. De overgedragen delen van de N10 kregen de volgende nummers:
- Hauts-de-Seine: D910
- Yvelines: D10 (tot Montigny-le-Bretonneux)
- Yvelines: D910 (vanaf Ablis)
- Eure-et-Loir: D910
- Indre-et-Loire: D910
- Vienne: D910
- Gironde: D1010 (tot Ambarès-et-Lagrave)
- Gironde: D911 (tussen Ambarès-et-Lagrave en Bordeaux)
- Gironde: D1010 (tot Bordeaux)
- Landes: D810
- Pyrénées-Atlantiques: D810

N1 · N2 · N3 · N4 · N5 · N6 · N7 · N9 · N10 · N11 · N12 · N13 · N14 · N15 · N17 · N19 · N19J · N20 · N21 · N22 · N24 · N25 · N27 · N28 · N31 · N33 · N34 · N36 · N37 · N41 · N42 · N43 · N44 · N47 · N49 · N51 · N52 · N57 · N58 · N59 · N61 · N61A · N65 · N66 · N67 · N70 · N77 · N79 · N80 · N82 · N83 · N85 · N86 · N87 · N88 · N89 · N90 · N94 · N98 · N100 · N102 · N104 · N105 · N106 · N109 · N112 · N113 · N116 · N118 · N118A · N118B · N122 · N123 · N124 · N125 · N126 · N129 · N134 · N135 · N136 · N137 · N138 · N141 · N142 · N145 · N147 · N149 · N150 · N151 · N154 · N157 · N158 · N159 · N162 · N164 · N165 · N166 · N171 · N174 · N175 · N176 · N182 · N184 · N186 · N186A · N186B · N188 · N191 · N192 · N201 · N202 · N205 · N209 · N216 · N221 · N224 · N225 · N227 · N230 · N237 · N244 · N248 · N249 · N250 · N254 · N265 · N274 · N282 · N296 · N301 · N303 · N306 · N314 · N315 · N316 · N320 · N324 · N330 · N337 · N338 · N346 · N353 · N356 · N363 · N385 · N388 · N401 · N406 · N410 · N416 · N425 · N431 · N440 · N441 · N444 · N446 · N449 · N481 · N486 · N488 · N489 · N520 · N524 · N532 · N537 · N542 · N543 · N568 · N569 · N572 · N580 · N814 · N844 · N1007 · N1012 · N1013 · N1014 · N1019 · N1021 · N1029 · N1031 · N1043 · N1050 · N1075 · N1083 · N1104 · N1113 · N1134 · N1135 · N1141 · N1154 · N1338 · N1547 · N1569 · N2028 · N2043 · N2057 · N2162 · N2249